# 三河上郷駅
三河上郷駅（みかわかみごうえき）は、愛知県豊田市上郷町にある愛知環状鉄道線の駅である。駅番号は07。

## 歴史

### 年表
- 1976年（昭和51年）4月26日：日本国有鉄道岡多線の駅として開業[1]。旅客のみ取扱いの駅員無配置駅[2]。当時は単式1面1線。
- 1987年（昭和62年）4月1日：国鉄分割民営化により東海旅客鉄道に継承[1]。
- 1988年（昭和63年）1月31日：岡多線が愛知環状鉄道に転換[1][3]。
- 1999年（平成11年）3月1日：有人化[4]。
- 2001年（平成13年）12月23日：北野桝塚駅 - 三河上郷駅間複線化[4][5]により2面2線化。
- 2009年（平成21年）9月4日：駅務室改築[4]。
- 2019年（平成31年）3月2日：ICカード「TOICA」の利用が可能となる[6]。

### 中部国際空港連絡鉄道構想
本駅から愛知環状鉄道線の途中で分岐し、中部国際空港までの鉄道が検討されていたことがある。1996年8月「三河・知多新空港交通対策協議会（1997年に中部国際空港連絡鉄道建設促進協議会と改称）」は、本駅（関係資料には「豊田・岡崎両市の市境付近から分岐し」とある）から分岐して、JR東海道新幹線・東海道本線の三河安城駅を経て名鉄常滑線の常滑駅に至るルートを想定し、事業費を2,600億円から3,200億円と試算した。ただし2013年3月現在、その後の進展はない。

## 駅構造
2面2線の相対式ホームで岡崎方面の1番線（上り）ホームは20m車両8両分の有効長があり、開業時から使用されている。高蔵寺方面の2番線（下り）ホームは当駅 - 北野桝塚駅間の複線化にあたり新設された。待合室がある。高架駅である。
窓口営業は平日の7時10分 - 11時50分、15時30分 - 20時10分で、自動券売機も稼働する。それ以外の時間帯及び土休日は無人駅となり、自動券売機が停止され、代わりに乗車駅証明書発行機が稼働する。
駅前には無料駐車場が設けられており、10台ほどが駐車可能である。

### のりば
| 番線 | 路線            | 方向 | 行先                 |
| ---- | --------------- | ---- | -------------------- |
| 1    | ■愛知環状鉄道線 | 上り | 中岡崎・岡崎方面     |
| 2    | ■愛知環状鉄道線 | 下り | 三河豊田・高蔵寺方面 |

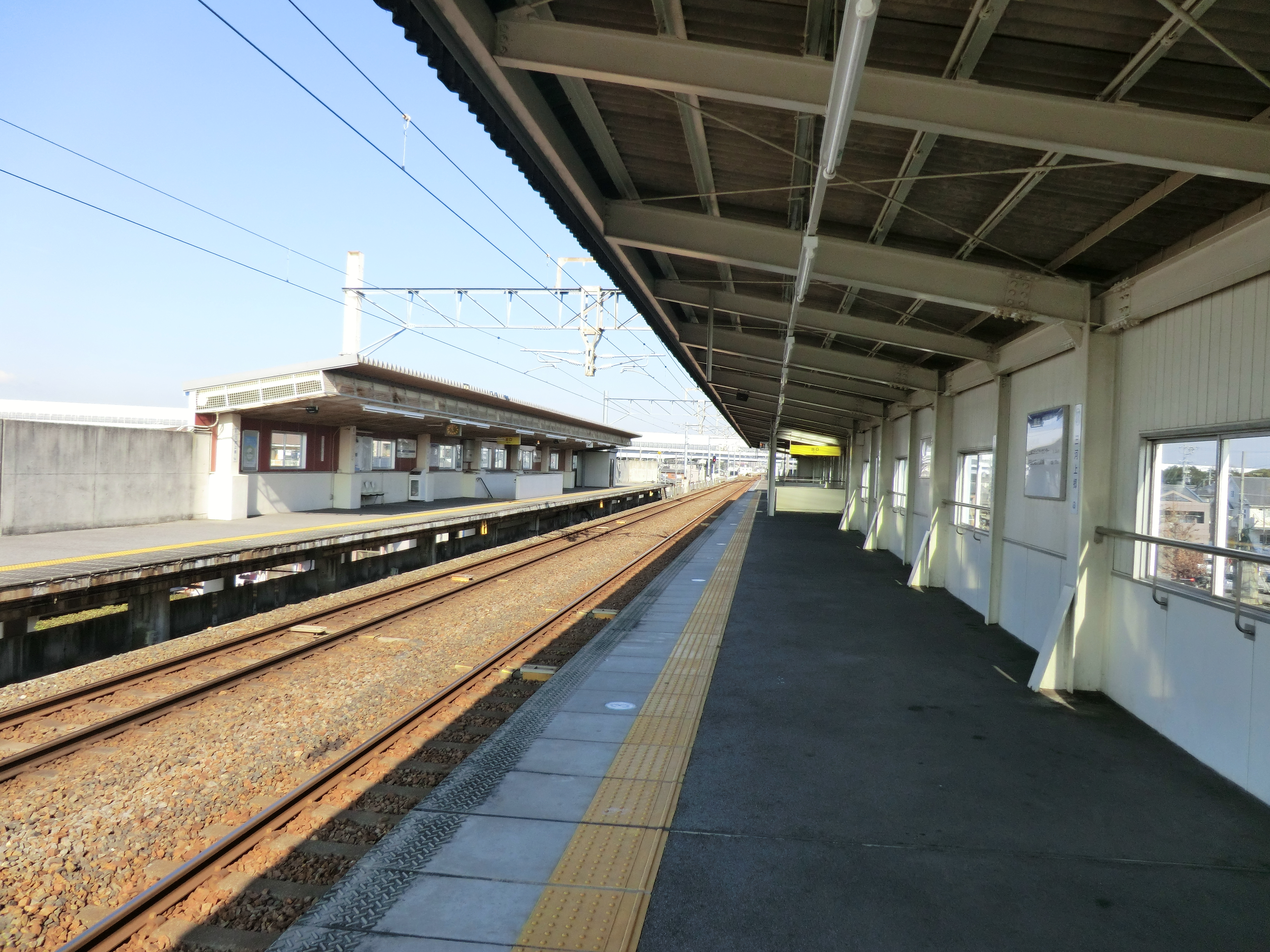
ホーム
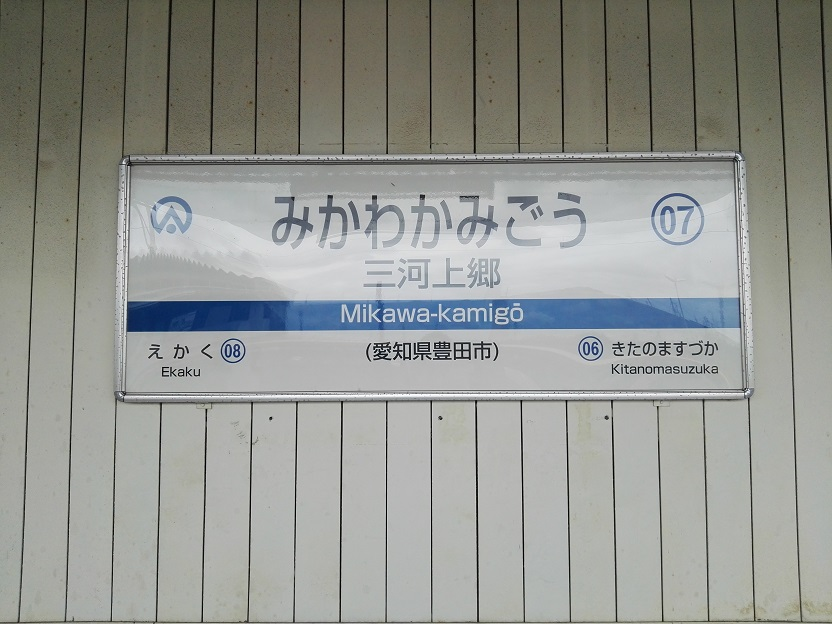
駅名標
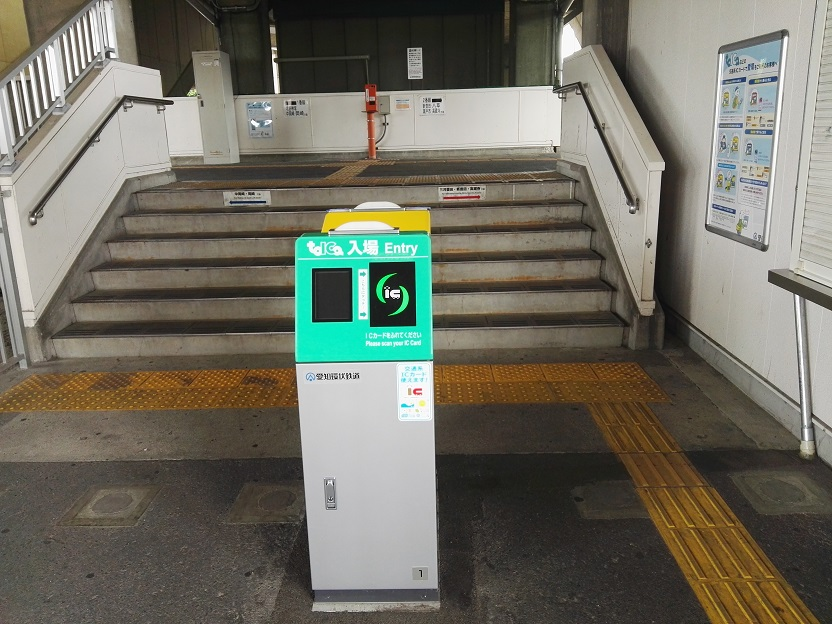
簡易TOICA改札機

## 利用状況
「豊田市統計書」、「移動等円滑化取組報告書」によると、当駅の一日平均乗降客数は以下の通り推移している。
- 2004年度：1,260人
- 2005年度：1,655人（愛知万博開催年）
- 2006年度：1,458人
- 2007年度：1,580人
- 2008年度：1,602人
- 2009年度：1,508人
- 2010年度：1,489人
- 2011年度：1,609人
- 2012年度：1,683人
- 2013年度：1,766人
- 2014年度：1,725人
- 2015年度：1,782人
- 2016年度：1,863人
- 2017年度：1,875人
- 2018年度：1,996人
- 2019年度：2,075人
- 2020年度：1,542人

## 駅周辺

### 周辺施設
- 豊田市役所上郷支所・上郷コミュニティセンター
- 伊勢湾岸自動車道
- トヨタ自動車上郷物流センター
- 愛知県立豊田工科高等学校
- 豊田市立上郷中学校
- 愛知県道76号豊田安城線（上郷街道）
- 愛知県道239号岡崎豊明線
- 上野城址

### バス路線
三河上郷駅
- 名鉄バス岡崎市内線 - 名鉄名古屋本線 東岡崎駅、JR東海道本線 岡崎駅を結ぶ路線。
- 上郷コミュニティバス(通称：にこにこバス)末野原線、上郷線 - 豊田市のコミュニティバス。末野原線は毎週火・木曜の週2日、上郷線は毎週水・金曜の週2日運行。

## 隣の駅
愛知環状鉄道
■愛知環状鉄道線
北野桝塚駅（06） - 三河上郷駅（07） - 永覚駅（08）